# Phyllophaga cazieriana
Phyllophaga cazieriana är en skalbaggsart som beskrevs av Saylor 1938. Phyllophaga cazieriana ingår i släktet Phyllophaga och familjen Melolonthidae. Inga underarter finns listade i Catalogue of Life.